# Perfect Day (album)
Perfect Day je kompilace amerického rockového kytaristy a zpěváka Lou Reeda, vydaná v roce 1997. Album je pojmenované podle největšího Reedova hitu, podle písně „Perfect Day“.

## Seznam skladeb
| Perfect Day | Perfect Day                  | Perfect Day |
| Pořadí      | Název                        | Délka       |
| ----------- | ---------------------------- | ----------- |
| 1.          | Rock and Roll Heart          |             |
| 2.          | Perfect Day                  |             |
| 3.          | Coney Island Baby            |             |
| 4.          | Men of Good Fortune          |             |
| 5.          | How Do You Speak to an Angel |             |
| 6.          | Real Good Time Together      |             |
| 7.          | Vicious Circle               |             |
| 8.          | A Gift                       |             |
| 9.          | Think It Over                |             |
| 10.         | My Friend George             |             |
| 11.         | Legendary Hearts             |             |
| 12.         | The Last Shot                |             |
| 13.         | Leave Me Alone               |             |
| 14.         | Temporary Thing              |             |
| 15.         | The Gun                      |             |
| 16.         | Sad Song                     |             |
| 17.         | Growing Up in Public         |             |